# Moropsyche higoana
Moropsyche higoana är en nattsländeart som beskrevs av Kobayashi 1971. Moropsyche higoana ingår i släktet Moropsyche och familjen Apataniidae. Inga underarter finns listade i Catalogue of Life.